# Tiliacea
Tiliacea är ett släkte av fjärilar som beskrevs av James William Tutt, 1896. Tiliacea ingår i familjen nattflyn, Noctuidae.

## Dottertaxa tillTiliacea, i alfabetisk ordning[1][2]
- Tiliacea aculeata Hreblay & Ronkay, 1997
- Tiliacea auragides Draudt, 1950
- Tiliacea aurago [Denis & Schiffermüller], 1775, Mörkbandat gulvingsfly
- Tiliacea citrago Linnaeus, 1758, Trestreckat gulvingsfly
- Tiliacea cypreago Hampson, 1906
  - Tiliacea cypreago christiani Fibiger, 1992
  - Tiliacea cypreago ulriki Fibiger, 1992
- Tiliacea glaucozona Hreblay, Peregovits & Ronkay, 1999
- Tiliacea japonago Wileman & West, 1929
  - Tiliacea japonago likianago Draudt, 1950
- Tiliacea lineidistincta Ronkay, Ronkay, Gyulai & Hacker, 2010
- Tiliacea melonina Butler, 1889
  - Tiliacea melonina opipara Chang, 1991
- Tiliacea sulphurago ([Denis & Schiffermüller], 1775),  Tvåringat gulvingsfly
- Tiliacea tatachana Chang, 1991
- Tiliacea tigrina Kononenko, 1979
- Tiliacea yunnana Chen, 1999